# Glenea regina
Glenea regina es una especie de escarabajo del género Glenea, familia Cerambycidae. Fue descrita científicamente por Thomson en 1865.
Habita en Malasia. Esta especie mide 14-19 mm.